# 2011 국카스텐 콘서트
2011 국카스텐 콘서트(Guckkasten Concert)는 2011년 7월 9일, 악스코리아에서 열린 록밴드 국카스텐의 단독 공연이다.

## 개요
2011년 악스코리아에서 열린 국카스텐 단독 공연은 2년 전 팬들과의 약속에서 비롯되었는데, 대형공연장에서 단독공연을 원하는 팬이 1000명이 되면 수익을 떠나 단독공연을 진행하기로 했던 것이다.공연은 예매오픈과 동시에 1000석이 모두 팔려나갔고 티켓 오픈 열흘만에 전석 매진이 되었다. 그리고 밴드 10cm가 게스트로 참여하였다.

## 세트리스트
- 1부

1. 매니큐어
2. Violet Wand
3. Limbo
4. 미로
5. Faust
6. Vitriol
7. Gavial
8. Rafflesia

- 2부

1. 붉은 밭 (Acoustic Ver.)
2. Sink Hole (Acoustic Ver.)
3. Toddle (Acoustic Ver.)
4. 지렁이 (Acoustic Ver.)
5. 꼬리 (Acoustic Ver.)

- 3부 - 게스트 10cm의 축하 공연

1. Kingstar
2. 사랑은 은하수 다방에서
3. 아메리카노

- 4부

1. 붉은 밭
2. 거울
3. 깃털
4. 사랑일 뿐이야
5. 성인식 (박지윤 cover)
6. Sink Hole
7. 꼬리

- 앵콜

1. 나침반
2. Mandrake